# Adobe Flash Media Server
Flash Media Server (FMS) сервер даних та медіа від Adobe Systems (спочатку розроблявся компанією Macromedia). Цей сервер працює з  програвачем Flash щоб створити складні, наповнені медіа-контентом, багатокористувацькі застосунки з насиченою функціональністю (Rich Internet Applications). Сервер використовує ActionScript 1, та ECMAScript як мови сценаріїв, для створення серверної логіки.  До виходу версії 2, програмне забезпечення було відомо як Flash Communication Server.

## Використання
- Відео за вимогою, передача потокового відео, яке зберігається на сервері flash-клієнту .

- Живе відео, застосунок, що дає можливість передавати відео з вебкамери від одного користувача — іншому, або на сервер для запису, та програвання пізніше.

- Зв'язок у реальному часі, застосунок, що потребує співпрацю багатьох користувачів, такий як чат, або багатокористувацькі ігри.